# Peter Kranz
Peter Kranz (* 28. September 1941 in Berlin) ist ein deutscher Klassischer Archäologe.

## Leben
Nach dem Studium der Klassischen Archäologie, der Kunstgeschichte sowie der Alten Geschichte in Hamburg, Freiburg, Saarbrücken und Bonn wurde Kranz 1969 mit der Dissertation Frühe griechische Sitzfiguren promoviert. Danach arbeitete er als Volontär an der Staatlichen Kunstsammlung in Kassel und ab 1971 als Assistent zunächst in Marburg und anschließend in Bochum, wo er sich 1980 mit der Schrift Jahreszeiten-Sarkophage habilitierte. Bis zu seiner Ernennung zum außerplanmäßigen Professor 1983 war er als Privatdozent tätig. 1985 bis 1986 bereitete er in Princeton eine Arbeit über Asklepios vor. Ab 1986 war er als Lehrstuhlvertreter und Gastprofessor in Kiel, Mainz und Wien tätig. Durch einen Ruf der Friedrich-Alexander-Universität Erlangen-Nürnberg, den er 1991 annahm, wurde er ordentlicher Professor für Klassische Archäologie und Ordinarius, bis er im September 2006 in den Ruhestand ging.
Kranz initiierte mit Hilfe der Universität und der Ernst-von-Siemens-Kunststiftung die Neugestaltung und 1994 die Eröffnung der Antikensammlung und ist korrespondierendes Mitglied des Deutschen Archäologischen Instituts.

## Schriften (Auswahl)
- Frühe griechische Sitzfiguren. Bonn 1972 (zugl. Dissertation, Bonn 1969)
- Corpus vasorum antiquorum Deutschland 38. Kassel, Antikenabteilung der Staatlichen Kunstsammlungen 2. C. H. Beck, München 1975, ISBN 3-406-00938-7 (zusammen mit Reinhard Lullies)
- Jahreszeiten-Sarkophage: Entwicklung und Ikonographie des Motivs der 4 Jahreszeiten auf kaiserzeitlichen Sarkophagen und Sarkophagdeckeln. Mann, Berlin 1984, ISBN 3-7861-1379-3 (zugl. Habilitations-Schrift, Bochum 1980)
- Das Bild des Menschen in der antiken Kunst: Festvortrag anlässlich der Jahresversammlung des Universitätsbundes Erlangen-Nürnberg e. V. am 14. Mai 1996. Universität Erlangen-Nürnberg, Erlangen-Nürnberg 1996
- Die stadtrömischen Erotensarkophage. Mann, Berlin 1999, ISBN 3-7861-1785-3
- Pergameus Deus: archäologische und numismatische Studien zu den Darstellungen des Asklepios in Pergamon während Hellenismus und Kaiserzeit. Bibliopolis, Möhnesee 2004, ISBN 3-933925-56-8